# Улица Академика Вонсовского
Улица Академика Вонсовского (до 2002 г. Институтская ул.) — магистральная улица общегородского значения в жилом районе Академический города Екатеринбург. Генеральным планом города Екатеринбурга на период до 2045 года (в редакции, утверждённой 01.06.2023 года) отнесена к магистральным улицам общегородского значения и должна стать одной из главных улиц жилого района «Академический». Изначально улица называлась Институтской, в честь институтов УРО РАН, построенных на улице. Так, непосредственно к улице Вонсовского отнесён корпус Института геологии и геохимии им. академика А. Н. Заварицкого УРО РАН (ещё четыре других института отнесены к ул. Амундсена). 
Постановлением главы города Екатеринбурга от 19 декабря 2002 года улица была переименована в честь советского и российского физика Сергея Васильевича Вонсовского. К этому моменту улица Вонсовского физически существовала, но была лишена жилой застройки.
Генеральный план Екатеринбурга предполагает реконструкцию и продление улицы на 2,73 км в направлении улицы Анатолия Муранова (на Широкой Речке) и застройку нечётной стороны улицы жилыми микрорайонами.

## Описание
Улица проходит с юго-востока на северо-запад по территории Академического административного района города. Начинается от промзоны в районе коттеджного посёлка «Сосновый Бор», далее пересекает улицу Амундсена. За улицей Амундсена к улице Академика Вонсовского примыкают улицы Михеева, Чкалова, далее улица представляет собой грунтовый проезд для строительной техники, к которому примыкает улица Анатолия Мехренцева. Проезд доходит до пересечения с улицей де Геннина.
Согласно генеральному плану города до 2030 года должны быть реконструированы два участка улицы между улицами Чкалова и Мехренцева (160 + 640 м), а между 2030 и 2045 годами должна быть построена новая очередь улицы Академика Вонсовского от улицы Чкалова до ул. Анатолия Муранова (протяжённостью 2,73 км), который свяжет улицу с северной частью района Широкая Речка. Протяжённость построенного участка улицы составляет 2110 метров. 
На чётной стороне улицы располагается Юго-Западный лесопарк и два небольших коттеджных посёлка, на нечётной — промзона, Автопредприятие № 6 ЕМУП «Гортранс», Институт геологии и геохимии имени А. Н. Заварицкого УрО РАН и ряд крупных жилых комплексов («Балтийский», «Полесье», «Вонсовского-Мехренцева»). В 2023 году начата комплексная застройка улицы на новых участках между улицами де Геннина и Мехренцева (квартал «Первый Академ») и между улицами де Геннина и Очеретина (жилой комплекс «Старт»). 
Всю нечётную сторону улицы предполагается застроить кварталами жилой застройки микрорайонного типа.

## История
Точная дата возникновения Институтской улицы пока в источниках не обнаружена. Картографические источники ограничивают период строительства дорожного полотна улицы на участке между началом улицы у автопредприятия Гортранса и улицей Чкалова периодом между концом 1970-х годов и 1984 годом.
В 2012 году улица была включена в список улиц, подлежащих реконструкции в рамках областной программы «Столица» (2013-2017). В 2013-2014 годах улица на участке от ул. Амундсена до ул. Чкалова была расширена с двух до четырёх полос движения.

## Примечательные здания и объекты
- № 1 — Автопредприятие № 6 ЕМУП «Гортранс».
- № 15 — Институт геологии и геохимии имени А. Н. Заварицкого УрО РАН.

Строительство института было начато в 1990 году, однако из-за постоянных перерывов в финансировании строительство пятиэтажного здания института серъёзно затянулось. Научный комплекс площадью более 14 тысяч м² ввели в эксплуатацию только в начале 2016 года. В институте работает более 150 человек, в том числе более 90 научных сотрудников.
Своими северными фасадами на улицу выходят также Институт геофизики им. Ю.П. Булашевича (ул. Амундсена, 100) и Институт Металлургии (ул. Амундсена, 101).

## Транспорт
По улице осуществляется автобусное движение, которое связывает район улицы с Юго-Западным жилым районом.
23 декабря 2023 года на перекрёстке улицы Академика Вонсовского и де Геннина был введён в эксплуатацию остановочный пункт «Академика Вонсовского» новой трамвайной линии.